# Дібрівка (Чернівецький район)
Ді́брівка — село в Україні, у Сторожинецькій міській громаді Чернівецькому районі Чернівецької області.

## Історія
З 24 серпня 1991 року село входить до складу незалежної України.
17 липня 2020 року, в результаті адміністративно-територіальної реформи та ліквідації Сторожинецького району, село увійшло до складу Чернівецького району.

## Населення
Населення становить 780 осіб.

### Мова
Розподіл населення за рідною мовою за даними :
| Мова       | Кількість | Відсоток |
| ---------- | --------- | -------- |
| українська | 957       | 99.69%   |
| російська  | 2         | 0.21%    |
| білоруська | 1         | 0.10%    |
| Усього     | 960       | 100%     |

## Галерея

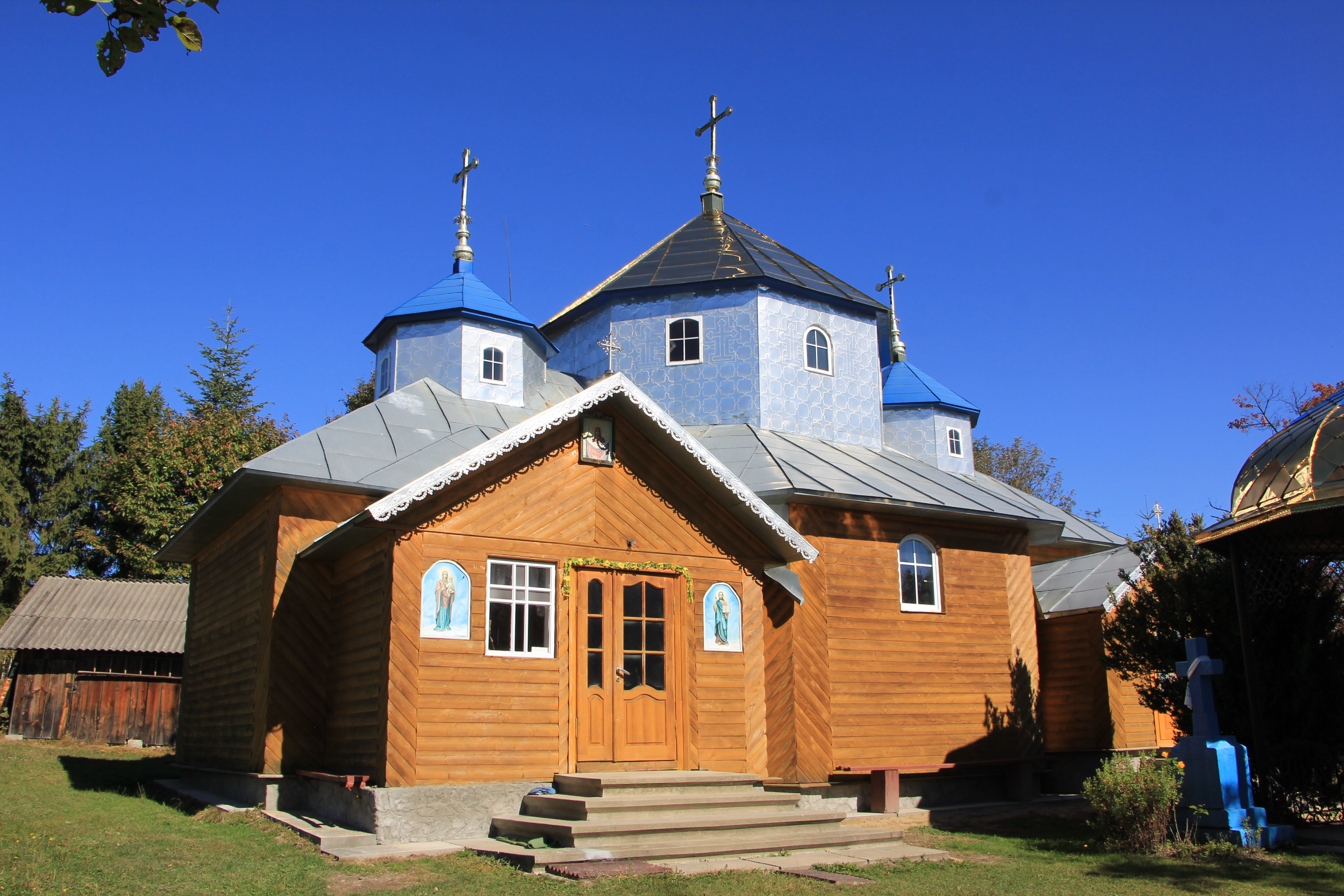
Дерев'яна церква Покрови Пр. Богородиці с. Дібрівка
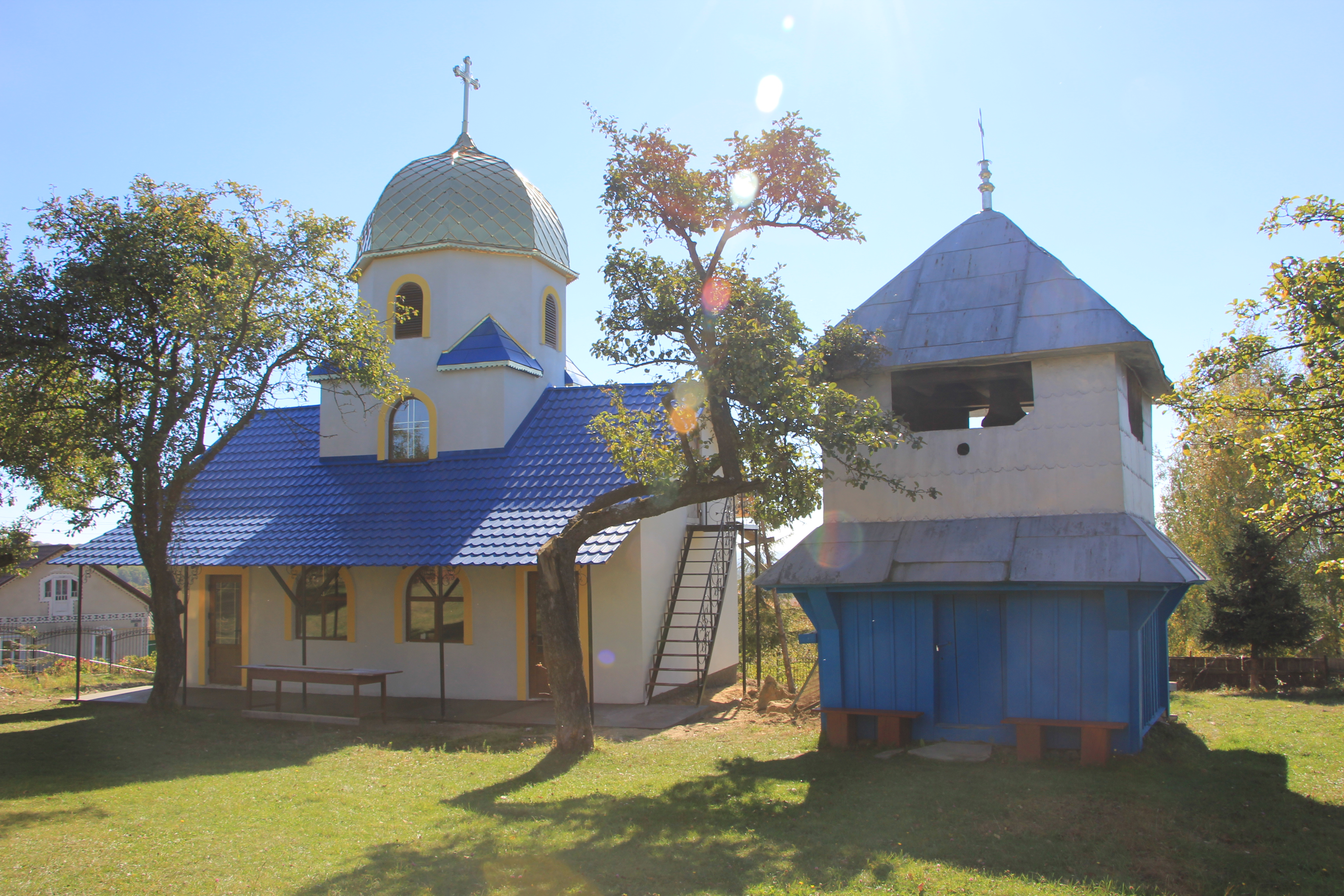
Дерев'яна церква Покрови Пр. Богородиці. Дзвіниця с. Дібрівка
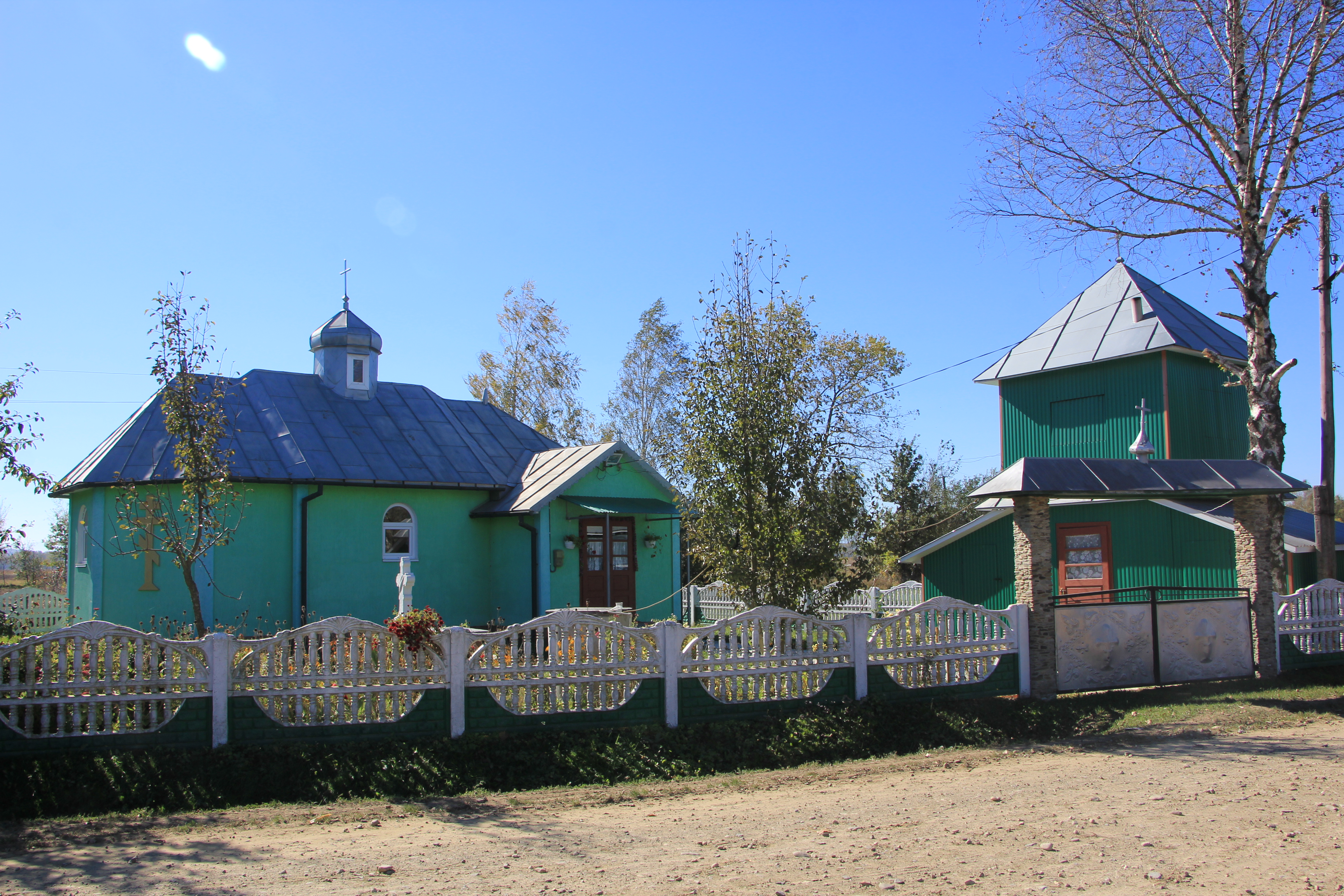
Церква в с. Дібрівка